# معركة مخيم اليرموك (2015)
اندلعت معركة مخيم اليرموك (2015) في أبريل 2015، أثناء النزاع المسلح في سوريا، عندما اقتحم تنظيم الدولة الإسلامية في العراق والشام مخيم اليرموك الذي يسيطر عليه فصائل مسلحة معارضة للنظام السوري السابق. مخيم اليرموك هو أحد أحياء دمشق التي تضم أكبر تجمع للاجئين الفلسطينيين في سوريا.

## خلفية
في 17 ديسمبر 2012، سيطر الجيش السوري الحر والفلسطينيون المناهضون للحكومة على المخيم. بعد القتال اللاحق، قرر الجيش السوري الحر والجيش السوري ترك مخيم اليرموك كمنطقة محايدة ومنزوعة السلاح، لكن المخيم ظل محاصراً واستمرت الاشتباكات المتفرقة. حاصرت القوات الحكومية السورية مخيم اليرموك لمدة عامين، ونتيجة لذلك، مات حوالي 200 شخص من الجوع في عام 2014.

## المعركة

### تنظيم داعش يتقحم المخيم
وفي 1 أبريل، دخل مقاتلو الدولة الإسلامية في العراق والشام مخيم اليرموك للاجئين من حي الحجر الأسود، ولكنهم طردوا في اليوم التالي على أيدي فصائل مسلحة سورية وفلسطينية. ومع ذلك، عاد تنظيم الدولة الإسلامية إلى المخيم في 4 أبريل وسيطر على 90 في المائة منه. وكان المجندون المحليون من بين قوات الدولة الإسلامية وانضموا إلى المتشددين بسبب غضبهم من تجويع الحكومة السورية ورفض بعض الجماعات االمسلحة التي تسيطر على اليرموك «لأنهم كانوا يمارسون السياسة مع النظام بدلاً من مواجهته».
وفي 5 أبريل، ادعت جماعة «جيش الإسلام» أن مقاتليها منعوا من دخول المخيم من قبل جبهة النصرة، وأن جبهة النصرة سمحت لتنظيم الدولة الإسلامية بدخول المخيم، مما أدى إلى بعض الانشقاق عن الحزب الأول. ردت جبهة النصرة بالدفاع عن موقعها المحايد في النزاع وزعمت أنها توسطت في وقف لإطلاق النار. كما نفت شائعات حول ما يسمى الانشقاقات. في غضون ذلك، قصف الجيش المخيم بـ 13 برميل من البراميل المتفجرة. قُتل قائد أكناف بيت المقدس أثناء القتال مع داعش.
في 6 أبريل، ورد أنه تم إجلاء حوالي 2000 شخص من المخيم منذ هجوم داعش. وفي اليوم نفسه، شنت جماعات فلسطينية موالية للحكومة، بقيادة جيش التحرير الفلسطيني، والجبهة الشعبية لتحرير فلسطين، والجبهة الشعبية لتحرير فلسطين - القيادة العامة، وفتح الانتفاضة، هجوما على داعش. وأفيد بأنهم استولوا على شارع المغرب، وشارع الجاعونة، ومقبرة الشهداء، وزعموا أنهم قتلوا 36 من مقاتلي داعش وسيطروا على 40% من مخيم اليرموك.